# Магния карбонат (лекарственное средство)
Ма́гния карбона́т (лат. Magnesii carbonas, англ. Magnesium carbonate) — лекарственное средство, оказывающее антацидное и противоязвенное действие, а также стимулирующее перистальтику кишечника (слабительное).
В готовых лекарственных формах содержится в виде основной соли состава 4MgCO3·Mg(OH)2·nH2O (CAS-код 39409-82-0).
При этом может использоваться как «лёгкий» гидроксокарбонат магния (англ. Light magnesium carbonate, лат. Magnesii subcarbonas levis), представляющий собой тетрагидрат 4MgCO3·Mg(OH)2·4H2O, так и «тяжёлый» пентагидрат 4MgCO3·Mg(OH)2·5H2O (англ. Heavy magnesium carbonate, лат. Magnesii subcarbonas ponderosus).
По физическим свойствам: белый лёгкий порошок без запаха и вкуса, практически нерастворим в воде. Растворяется в разбавленных растворах минеральных кислот (с интенсивным выделением углекислого газа).

## Фармакологическое действие
Нейтрализует соляную кислоту желудочного сока. Ионы магния повышают осмотическое давление в просвете кишечника, увеличивают объём и ускоряют пассаж кишечного содержимого.
Нормализует и активирует обменные процессы. Оказывает спазмолитическое, антиаритмическое и антиагрегантное действие. Регулирует процессы переноса, хранения и утилизации энергии, синтез белка и нуклеиновых кислот, ионный баланс в мышцах, в том числе в миокарде.

## Применение
Показания
Гиперацидность желудочного сока, гастроэзофагеальный рефлюкс, эзофагит, гастрит, дуоденит, панкреатит, эрозивно-язвенные поражения верхних отделов ЖКТ, запор.
Дефицит магния: утомляемость, нарушения сна, миалгия, мышечный спазм; интенсивные занятия спортом, период быстрого роста у детей; профилактика оксалатного нефроуролитиаза.
Противопоказания
Гиперчувствительность, фенилкетонурия.
Побочное действие
Метеоризм, диспепсия, диарея.

## Взаимодействие
Замедляет всасывание аминазина, барбитуратов, бутадиона, глюкокортикоидов, препаратов железа (образует нерастворимые соли), м-холиноблокаторов, сульфаниламидов, тетрациклинов, циметидина, пероральных антикоагулянтов.
Создает оптимальные условия для действия ферментов (и их препаратов) поджелудочной железы; уменьшает ульцерогенность НПВП и вероятность гастропатии.
Фосфаты, большие дозы препаратов, содержащих кальций, и избыток липидов снижают усвоение магния.